# All Delighted People EP
All Delighted People is een op 20 augustus 2010 uitgebrachte ep van singer-songwriter en componist Sufjan Stevens. Zoals bij veel van Stevens' muziek het geval is, is "All Delighted People" een ode aan religie en existentialimse uit de 20e eeuw. Het werd onder Stevens' eigen platenlabel Asthmatic Kitty Records uitgebracht als download. In de toekomst zal ook een fysiek exemplaar worden uitgebracht.

## Muzikale stijl
In totaal staan er 8 nummers op All Delighted People en duurt in z'n geheel precies een uur, een lengte die relatief ongewoon is voor een ep. De reden dat deze nummers niet onderdeel zijn geworden van een volledige lp, is volgens Stevens dat ze relatief los van elkaar staan en weinig coherentie met elkaar hebben.
De ep is gebouwd rondom twee interpretaties van de ballad "All Delighted People". Allereerst is de originele versie, een 11 en een halve minuut durende symfonie met groot scala aan gebruikte instrumenten. Tevens staat er een "Classic rock-version" van 8 minuten op. Het geluid van deze versie is wat rauwer, energieker en conventioneler voor Stevens' doen ten opzichte van de originele versie. De instrumentatie is tevens minder uitgebreid. Andere opvallende nummers op de ep zijn "From The Mouth Of Gabriel", een piano gebaseerd nummer met elektronische invloeden, de op slechts enkele pianonoten gebaseerde ballad "The Owl And The Tanager" en de maar liefst 17 minuten durende jamsessie "Djorahia".
De muzikale stijl van "All Delighted People EP" kan het beste worden omschreven als een combinatie van gospel, folk, pop, rock en soul. Veel aspecten van het album doen denken aan Stevens' eerdere werk. De grote hoeveelheid gebruikte instrumenten en de composities kunnen bijvoorbeeld worden gelinkt aan de muziek op het uit 2005 afkomstige album Illinoise, en bovendien zijn er veel elektronische invloeden terug te vinden in een aantal nummers, waarmee hij terug lijkt te keren naar zijn experimentele instrumentale album Enjoy Your Rabbit uit 2001. De sfeer van de nummers staan echter redelijk op zichzelf en hangen nog het meest samen met de muziek op het album The Age Of Adz, dat Stevens anderhalve maand later uitbracht, op 12 oktober.

## Ontvangst
De ep werd zeer gemengd ontvangen, met veelal behoorlijk extreme beoordelingen. Enerzijds werd de ep zeer geprezen om zijn muzikale inventiviteit en diversiteit, en werd het als één van Stevens' beste werken beschouwd, maar anderzijds konden sommige critici de lange en uitgerekte stijl, en het oversentimentele gebruik van strijkers en een achtergrondkoor in sommige nummers niet waarderen. In Europa werd All Delighted People EP over het algemeen positiever ontvangen dan in Amerika.

## Tracklist
Alle nummers zijn geschreven door Sufjan Stevens.
1. "All Delighted People" (Original Version) – 11:38
2. "Enchanting Ghost" – 3:39
3. "Heirloom" – 2:55
4. "From the Mouth of Gabriel" – 4:03
5. "The Owl and the Tanager" – 6:38
6. "All Delighted People" (Classic Rock Version) – 8:07
7. "Arnika" – 5:13
8. "Djohariah" – 17:02